# Yerko Núñez
Yerko Martín Núñez Negrette (Rurrenabaque, Bolivia; 17 de abril de 1973) es un agrónomo y político boliviano. Fue el ministro de la Presidencia de Bolivia desde el 3 de diciembre de 2019 hasta el 6 de noviembre de 2020, durante el gobierno de la presidenta Jeanine Añez Chávez. Ocupó también por un breve tiempo el cargo de ministro de Obras Públicas, Servicios y Vivienda de Bolivia en el año 2019.
Yerko Núñez también fue el alcalde de Rurrenabaque en tres ocasiones; la primera vez desde el año 2000 hasta 2003, la segunda vez desde 2005 hasta 2010 y la tercera vez desde 2010 hasta 2014 (reelecto esta última).

## Biografía
Yerko Nuñez nació el 17 de abril de 1973 en la localidad de Rurrenabaque de la provincia del General José Ballivián en el departamento del Beni. Es hijo de Antonio Núñez Gamarra y de Carmen Negrette Arce quienes eran profesores. Yerko proviene de una familia de clase media-alta vinculada a la política y ligada estrechamente al partido político del Movimiento Nacionalista Revolucionario (MNR). El padre e inclusive el abuelo de Yerko Núñez fueron reconocidos políticos emenerristas que llegaron a ser en su época alcaldes de Rurrenabaque.
Realizó sus estudios escolares en su localidad natal, saliendo bachiller el año 1991. Durante toda la década de 1990, participó en diferentes cursos de capacitación y formación en varios países del exterior como: Estados Unidos, Alemania, Colombia y Perú.
Durante su vida laboral, Yerko Núñez se desempeñó como Director Nacional de Participación Popular en el año 2003. Trabajó también por un tiempo como funcionario público en el cargo de secretario técnico de la Cámara de Senadores de Bolivia durante el año 2004.

## Carrera política
Desde 2007 hasta 2012, Núñez se desempeñó en el cargo de Presidente del Consejo Directivo de la Asociación de Municipalidades del Beni (AMDEBENI). En este lapso, ocupó también el cargo de Secretario del Consejo Autonómico del Beni.

### Alcalde de Rurrenabaque (2000-2003)
Yerko Núñez ingresó muy tempranamente a la vida política del país, cuando era un joven de 26 años de edad. En 1999 participó como candidato a alcalde de Rurrenabaque en las elecciones municipales de ese año en representación del partido político Movimiento Nacionalista Revolucionario (MNR). Núñez ganó dichas elecciones, con el apoyo del 27,8 % del electotado. Fue el alcalde más joven de Bolivia durante aquella época. Ocupó el cargo de edil desde el año 2000 hasta 2003, cuando pasó a ocupar la Dirección Nacional de Participación Popular.

### Alcalde Rurrenabaque (2005-2010)
Yerko Núñez se presentó como candidato al cargo de alcalde en las elecciones municipales de 2004, nuevamente en representación del MNR. Resultó ganador con el 35% de los votos. Ejerció el cargo de alcalde de Rurrenabaque durante el periodo 2005-2010.

### Alcalde Rurrenabaque (2010-2015)
Finalizado el período anterior, Yerko Núñez se postuló a su reelección dentro de la agrupación política Primero el Beni (PB), entonces liderada a nivel departamental por Ernesto Suárez Sattori. Como representante de dicha agrupación, Nuñez obtuvo el 44,6% de los votos, lo que le permitía continuar en el cargo de alcalde durante el período 2010-2015.

### Senador de Bolivia (2015-2019)
Núñez se postuló como senador por el Departamento del Beni en representación de la alianza política Unidad Demócrata (UD) junto con Jeanine Áñez que buscaba su reelección.. En las elecciones de 2014 resultó elegido como primer senador titular y Jeanine Áñez como segunda senadora titular por el distrito.
En 2015 fue designado para formar parte de la Comisión de Justicia Plural, Ministerio Público y Defensa Legal del Estado en el cargo de Secretario del Comité de Ministerio Público y Defensa Legal del Estado. 

En 2016 Yerko Núñez accedió al cargo de segundo vicepresidente de la Cámara de Senadores de Bolivia.

En 2017 y 2018 formó parte de la Comisión de Tierra y Territorio, Recursos Naturales y Medio Ambiente del Senado, con el cargo de secretario del Comité de Medio  Ambiente, Biodiversidad, Amazonía, Áreas Protegidas y Cambio Climático.

En 2019 Yerko Núñez pasó a formar parte de la Comisión de comisión de Constitución, en el cargo de secretario del secretario del Comité de Sistema Electoral.

### Ministro de Obras Públicas, Servicios y Vivienda de Bolivia (2019)
El 13 de noviembre de 2019, la Presidenta de Bolivia Jeanine Áñez Chávez posesionó a Yerko Núñez en el cargo de ministro de Obras Públicas, Servicios y Vivienda en reemplazo del administrador de empresas cochabambino Oscar Coca Antezana. Núñez ocupó ese cargo durante 20 días, y fue reemplazado por Iván Arias Durán.

### Ministro de la Presidencia de Bolivia (2019-2020)

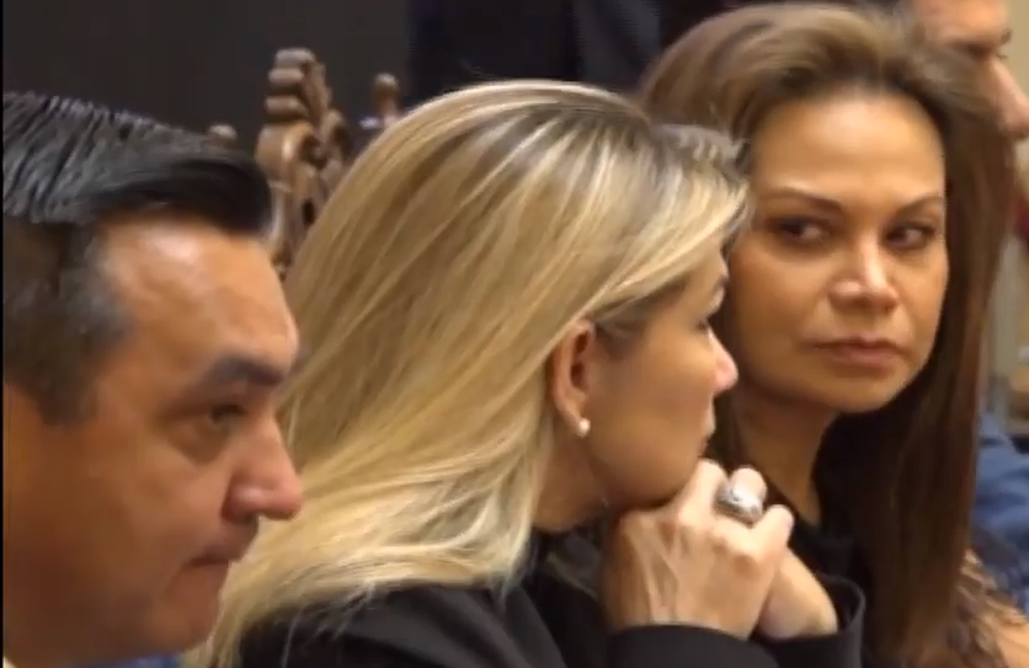
Yerko Núñez junto a Jeanine Áñez Chávez. A su lado la entonces Ministra de Comunicación Roxana Lizárraga Vera.

El 3 de diciembre de 2019, Yerko Núñez fue designado ministro de la Presidencia en reemplazo del abogado cruceño Jerjes Justiniano Atalá, quien fue destituido de su cargo. Ejerció sus funciones hasta el 6 de noviembre de 2020, cuando renunció a su cargo en el marco de la transición previa al inicio de la gestión del presidente constitucional Luis Arce Catacora.
| Predecesor: Jerjes Justiniano Atalá | Ministro de la Presidencia de Bolivia 3 de diciembre de 2019 - Actualidad                                    | Sucesor: María Nela Prada Tejada |
| Predecesor: Oscar Coca Antezana     | Ministro de Obras Públicas, Servicios y Vivienda de Bolivia 13 de noviembre de 2019 - 3 de diciembre de 2019 | Sucesor: Iván Arias Durán        |